# Annie Wells
Pour les articles homonymes, voir Wells.
Annie Wells, née le 24 mars 1954, est une photographe américaine, lauréate du prix Pulitzer de la photographie de fait divers.

## Biographie
Elle est titulaire d'un baccalauréat universitaire de l'université de Californie à Santa Cruz, obtenu en 1981. Elle étudie ensuite le journalisme à l'université d'état de San Francisco et fait partie du groupe qui remporte le prix du service public RFK.
Elle travaille en tant que photographe pour le Santa Rosa Press Democrat, pour l'Associated Press au bureau de San Francisco, pour le the Greeley Tribune de Greeley dans le Colorado et pour le Herald Journal de Logan dans l'Utah.
Elle rejoint le Los Angeles Times en 1997 dont elle est licenciée en octobre 2009.
Elle a survécu à un cancer du sein.

## Distinctions et récompenses
- 1997: Prix Pulitzer de la photographie de fait divers